# NGC 2793
NGC 2793 é uma galáxia espiral barrada (SBm) localizada na direcção da constelação de Lynx. Possui uma declinação de +34° 25' 56" e uma ascensão recta de 9 horas, 16 minutos e 46,6 segundos.
A galáxia NGC 2793 foi descoberta em 6 de Março de 1828 por John Herschel.